# Creo en ti (canción)
Creo en ti es el tercer sencillo del grupo de pop mexicano Reik, lanzado para su cuarto album de estudio Peligro (2011). Fue a principios del mes de enero del 2012 su lanzamiento por la discográfica Sony Music Latin. Esta fue otra canción del álbum muy exitosa y del grupo debido a que es una canción balada romántica para dedicar.

## Lista de canciones

### Descarga digital[5]
| Creo en ti — Single |              |          |  |
| N.º                 | Título       | Duración |  |
| 1.                  | «Creo en ti» | 2:45     |  |

## Vídeo musical
Fue publicado en el canal de YouTube de la banda el 13 de abril del 2012. Actualmente el video cuenta con 517 millones de vistas y más de 1.4 millones "me gusta".

## Versiones
La canción también fue grabada y cantada por ellos en los idiomas inglés, italiano y portugués. Estas versiones fueron lanzadas como canciones inéditas en la versión especial del disco.

## Posicionamiento en listas
| Listas (2012)                             | Mejor posición |
| ----------------------------------------- | -------------- |
| Estados Unidos (Hot Latin Songs)          | 27             |
| Estados Unidos (Latin AirPlay)            | 27             |
| Estados Unidos (Latin Pop AirPlay)        | 8              |
| Estados Unidos (Latin Digital Song Sales) | 7              |
| México (Mexico Airplay)                   | 2              |
| México (México Español AirPlay)           | 1              |

## Historial de lanzamiento
| Región | Fecha              | Formato                     | Discográfica     | Ref.   |
| ------ | ------------------ | --------------------------- | ---------------- | ------ |
| México | 2 de enero de 2012 | Descarga digital, Streaming | Sony Music Latin | [ 15 ] |